# Борисик, Игорь Викторович
Игорь Викторович Борисик (род. 2 июня 1984, Язвинки, Брестская область) — украинский пловец, специалист по плаванию брассом. Выступал за сборную Украины в середине 2000-х — начале 2010-х годов, чемпион мира, двукратный чемпион Европы по плаванию на короткой воде, многократный чемпион украинских национальных первенств, рекордсмен страны, участник двух летних Олимпийских игр. На соревнованиях представлял Симферополь и Донецк. Мастер спорта Украины международного класса.

## Биография
Игорь Борисик родился 2 июня 1984 года в селе Язвинки Лунинецкого района Брестской области Белорусской ССР. В возрасте двух лет был перевезён родителями на постоянное жительство в Крым и впоследствии представлял на соревнованиях город Симферополь.
Начинал заниматься плаванием в местном симферопольском бассейне под руководством тренера Аллы Логвинчевой, позже был подопечным главного тренера сборной команды Украины Ивана Григорьевича Сивака.
Первого серьёзного успеха на взрослом международном уровне добился в сезоне 2004 года, когда вошёл в основной состав украинской национальной сборной и побывал на чемпионате Европы по плаванию на короткой воде в Вене, откуда привёз награду бронзового достоинства, выигранную в плавании брассом на 100 м.
В 2007 году одержал победу на чемпионате Европы в Дебрецене в 25-метровом бассейне на дистанции 100 метров.
На чемпионате мира 2008 года в Манчестере завоевал золото в стометровой дисциплине и взял серебро в двухсотметровой. Благодаря череде удачных выступлений удостоился права защищать честь страны на летних Олимпийских играх в Пекине — занял здесь 7 место на 100 м и 14 место на 200 м. Также в этом сезоне выиграл две медали на чемпионате Европы в Риеке: золотую на ста метрах и бронзовую на двухстах метрах.
После пекинской Олимпиады Борисик остался в числе лучших пловцов Украины и продолжил принимать участие в крупнейших международных соревнованиях. При этом он получил квартиру в Донецке и отныне стал представлять этот город, присоединившись к местному «Динамо».
В 2009 году стал бронзовым призёром европейского первенства на короткой воде в Стамбуле, показав третий результат в плавании брассом на 100 метров. Отметился успешным выступлением на летней Универсиаде в Белграде, где победил в обеих своих дисциплинах.
Сезон 2010 года из-за травмы спины вынужден был практически полностью пропустить, но в конечном счёте всё же вернулся в число лидеров украинской национальной сборной и благополучно прошёл отбор на Олимпийские игры 2012 года в Лондоне — на сей раз стартовал исключительно на дистанции 200 метров и расположился в итоговом протоколе на 22 позиции. Кроме того, в этом сезоне добавил в послужной список серебряную награду, полученную в той же дисциплине на чемпионате Европы в Шартре.
За выдающиеся спортивные достижения удостоен почётного звания «Мастер спорта Украины международного класса».
Имеет высшее образование, в 2010 году окончил Национальный юридический университет имени Ярослава Мудрого, где обучался на факультете прокуратуры.